# 馬注
馬注（1640年—?），字文炳，號仲修，其伊斯蘭名為鬱速馥（Yusuf），晚年號指南老人，回族，滇迤西金齒人（今雲南保山），清代漢語穆斯林宗教學者，推行中國伊斯蘭的復興運動，並著有《經權集》、《樗樵錄》、《清真指南》等著作。:1

## 生平

### 家世
馬注一家是居於雲南的穆斯林家族，是元代咸陽王賽典赤·贍思丁之後，亦為先知穆罕默德之後，根據《賽典赤家譜》與《馬氏家乘》記載，馬注是賽典赤·贍思丁第十五世孫，以及先知穆罕默德第四十五代裔。然而，根據雲南穆斯林學者納為信對馬注家世的考證，馬注實際上應是先知穆罕默德第四十三代裔。:13

### 早年
馬注在明崇禎十三年（1640年）出生於滇迤西金齒，但其出生年並沒有被實際記錄下來，而是根據其著作《清真指南》的序言：「余年四旬有四。」推論而出的。:13
馬注的家族重視儒學教育，馬注幼年時期便與其兄馬渥在當地舉人張虛白門下接受儒學教育。馬注7歲時，其父馬師孔過世，此後由母親吳氏靠著耕田與紡織，獨自扶養兩兄弟長大。在這樣的生活狀態下，馬注仍然專注於儒學研讀，並且在16歲時成功通過鄉試。順治十四年（1657年），馬注獲推薦而進入南明政府任中書職，並在不久後被提拔為錦衣侍衛。

順治十六年（1659年），雲南被納入清朝版圖，南明永曆帝出逃緬甸，而馬注並未隨之逃亡，留在雲南從事教職。隔年，馬注的第一本著作《樗樵錄》完成，但現今已佚。康熙四年（1665年），馬著前往武定，繼續教書。在武定，馬著結識了儒學大家何觀五，並學於其門下。在此期間，馬注以經世濟民之學完成《經權》二集。康熙八年（1669年），由於康熙帝的削藩]]政策，在雲南的吳三桂開始秘謀叛亂，馬注見到吳三桂在行動後，認為雲南將有大亂，因此離開雲南，前往北京。:2

### 客居北京
康熙八年（1669年），馬注抵達北京。初抵北京，馬注受到安親王岳樂的賞識，因此安排馬注在宗學中教授宋明理學。在北京，馬注結識了一些伊斯蘭學者，如楊榮業和馬化蛟等，並與他們有頻繁的往來與交流。受到他們的影響，馬注燃起了伊斯蘭的興趣，從儒學思想改為專注於伊斯蘭的研究，並開始學習波斯文與阿拉伯文。隨著對伊斯蘭的理解愈加深入，馬注觀察到伊斯蘭在中國的發展困境，因此他在康熙二十一年（1682年）呈《請褒表》於康熙皇帝，希望皇帝能依循元代案例，對穆罕默德與賽典赤進行褒揚，藉此使伊斯蘭的地位提昇，並能夠廣傳於中國，最終達成伊斯蘭的復興，但其請願並未受康熙皇帝重視。:13-14除此之外，馬注開始撰寫《清真指南》，希望以漢文完成一本闡述伊斯蘭的著作，使不諳波斯文與阿文的穆斯林能確實理解伊斯蘭的真理，並使非穆斯林者能接觸伊斯蘭。:3-4在康熙二十年（1683年），馬注完成《清真指南》的初稿。:2

### 離開北京
在康熙二十一年（1684年），馬注與妻兒離開北京。離開北京後，馬注首先前往德州，當時他仍希望他的理念能為康熙皇帝所用，時逢康熙皇帝南巡，馬注希望能夠獲得面上的機會，但最終未能如願。此後，馬注周遊中國各地，與許多穆斯林與非穆斯林學者交流，並向他們展示《清真指南》以及進行請教。:13-14

### 回到雲南
康熙二十六年（1689年），馬注回到雲南。回到雲南後，馬注以清真寺經師為職，同時繼續進行《清真指南》的編寫。:26
在康熙四十一年（1702年），《清真指南》的八卷版本完成。:2-3
康熙四十六年（1710年）六月，馬注受邀至四川會川（今會理）講解伊斯蘭教義。客居會川期間，馬注在康熙四十六年著《原道跋》，並在康熙四十八年（1708年）著《天宮賦》。此兩篇文章與後來所作的《問答》三十一篇合併為《清真指南》第九卷。:28
康熙四十九年（1710年），伊斯蘭蘇非道團格蘭代（Qalandiyya）進入武定，隨後向東擴散，雲南許多地區都受其影響。至此，在雲南發展已久的遜尼派與格蘭代形成對立關係，而馬注將格蘭代視為異端，並成為遜尼派的領導者。他向武定官府告發格蘭代，接著請官府將異端一事傳於雲南全省。此事後，馬注將事件詳記為〈左道通曉〉，並附註於《清真指南》，成為第十卷。:244-250

### 逝世
馬注的卒年不詳，但應在康熙四十九年（1710年）後。

## 著作
- 《樗樵錄》：完成於清順治十六年（1659年），是一本主題廣闊的詩集，今已不存。
- 《經權二集》：完成於清康熙四年（1665年），展現馬注當時的儒學思想和經世之學。
- 《清真指南》：由古典漢文書寫，第一版有八卷，最終版本有十卷。
- 卷一：八箴，指南叙，指自叙，自釵，講經疏，授詔，請褒表，鬱速馥傳。
- 卷二：客問，真慈，體認，本用，天命，前定。
- 卷三：窮理，格物，性命，四行，天仙，神鬼。
- 卷四：認主，五課，課施，戒持，因教，世紀，本來。
- 卷五：格論，忠孝，宗戒。
- 卷六：問答。
- 卷七：八贊（獨一，大能，普慈，調養，獨慈，天國，地禁，判理），聖贊。
- 卷八：登霄說，登霄傳，魔鬼傳，教條，禁解，討白，條目，授書說，跋。
- 卷九：遺珠序，原道跋，補遺，認己，天宮賦。
- 卷十：左道通曉，戒律，附典禮二則。

在十九世紀，雲南穆斯林學者馬復初曾對此書進行修訂，將其刪減至四章，並命名為《指南要言》。